# 岸井ゆきの
岸井 ゆきの（きしい ゆきの、1992年（平成4年）2月11日 - ）は、日本の女優。神奈川県秦野市出身。ユマニテ所属。

## 来歴
高校時代、山手線の中でスカウトされる。2009年、ドラマ『小公女セイラ』（TBSテレビ）で役者デビュー。
事務所には一応所属していたが、エキストラや台詞の無い仕事ばかりだったことに危機感を覚え20歳のときに自分で劇団のワークショップなどに応募するようになった。
2011年、モナカ興業#10『43』（下北沢小劇場楽園）で初舞台。
2012年、2011年に劇作家の前田司郎が主催する五反田団ワークショップに参加したところ出演を依頼され、三鷹市芸術文化センターで上演された舞台『宮本武蔵』にキャストの1人として参加した。
2013年10月17日、Eテレ制作による深夜枠の短編5分ドラマ『3つの告白』第3話においてドラマ初主演。
2014年7月、『蝋燭朗読中目黒「不帰の初恋、海老名SA」』のキャストに抜擢され出演。同年11月、『サナギネ』で舞台初主演を務めた。
2016年、NHK大河ドラマ『真田丸』で大河ドラマに初出演。真田信繁の側室・たか役を演じる。
2017年3月27日から31日までフジテレビTWO ドラマ・アニメにて配信されその後4月5日に地上波放送されたドラマ『十九歳』で民放ドラマ初主演。同年11月4日、映画『おじいちゃん、死んじゃったって。』で映画初主演。同作で第39回ヨコハマ映画祭最優秀新人賞を受賞。
2018年後期のNHK連続テレビ小説『まんぷく』で朝ドラに初出演。26歳の岸井が演じる役は登場時14歳の設定のため、「少し声のトーンを上げたり、お化粧をしないでもらったり」といった役づくりをした。
2020年、映画『愛がなんだ』で第43回日本アカデミー賞新人俳優賞を受賞。
2022年1月期NHK総合・ドラマ10『恋せぬふたり』でゴールデンプライムタイムの連続ドラマ初主演。同年7月、「30歳になった女性として、いましか手元にとどめておけないもの」をコンセプトに制作した初のフォトエッセイ『余白』を出版した。同年12月に公開されたプロボクサーである小笠原恵子の自伝を基にした主演映画『ケイコ 目を澄ませて』で第77回毎日映画コンクール女優主演賞を受賞、作品も同コンクール日本映画大賞を受賞した。さらに、本作の演技によって第46回日本アカデミー賞最優秀主演女優賞を受賞した。
2024年2月3日から24日まで放送されたNHK総合・土曜ドラマ『お別れホスピタル』でゴールデンプライムタイムの連続ドラマ単独初主演。

## 人物
- 趣味は映画鑑賞、音楽鑑賞[22][3]。
- 役者業のみで何とか生活が出来るようになった後も、2019年頃まで寿司屋のアルバイトを続けていた。また、お世話になったとても愛着のあるアルバイト先なため、現在も年末年始の多忙な時期には挨拶も兼ねて、おせちづくりを手伝っている[23][4]。
- 自身の恋愛観については2022年7月に刊行されたエッセイ『余白』の中で「言葉選びが素敵な人」や「言葉選びが面白い人」に惹かれることがあると述べている[24]。また自身が扱う言葉についても、取材や作品の舞台挨拶の場では、しっかり自身の考えや感情が伝わるような言葉選びを意識していると話している[24]。
- シンガーソングライターの関取花は親友である[23]。

## 出演

### 映画
- マイ・バック・ページ（2011年5月28日、アスミック・エース）
- ランウェイ☆ビート（2011年3月19日、松竹）
- 金星（2011年10月29日、トリウッドスタジオプロジェクト） - 河合ほのか 役[25]
- フォーゴットン・ドリームス（2011年11月26日、スローラーナー）
- 悪の教典（2012年11月10日、東宝） - 星田亜衣 役
- 銀の匙 Silver Spoon（2014年3月7日、東宝） - 吉野まゆみ 役
- MIRACLE デビクロくんの恋と魔法（2014年11月22日、東宝） - 唐木れもん 役
- サムライフ（2015年2月28日、ビターズ・エンド） - ハル 役
- 破れたハートを売り物に「オヤジファイト」（2015年2月28日、角川） - 正直の娘 役
- ストレイヤーズ・クロニクル（2015年6月27日、ワーナー・ブラザース映画）
- 流れ星が消えないうちに（2015年11月21日、アークエンタテインメント）
- 友だちのパパが好き（2015年12月19日） - 妙子 役[26]
- ピンクとグレー（2016年1月9日、アスミック・エース)
- 二重生活（2016年6月25日、スターサンズ） - 大学院生・あやか 役
- 森山中教習所（2016年7月9日、ファントム・フィルム） - 松田 役[27]
- 光と禿（2016年8月21日、シネムーブ） - 梢 役[28]
- だれかの木琴（2016年9月10日、キノフィルムズ）
- 闇金ウシジマくん Part3（2016年9月22日、S・D・P） - 瑠璃 役
- 太陽を掴め（2016年12月24日、UNDERDOG FILMS） - ユミカ 役[29]
- おじいちゃん、死んじゃったって。（2017年11月4日、nice/マグネタイズ） - 春野吉子 役[10]
- ここは退屈迎えに来て（2018年10月19日、KADOKAWA） - 山下南 役[30]
- 愛がなんだ（2019年4月19日、エレファントハウス） - テルコ 役[31]
- いちごの唄（2019年7月5日、ファントム・フィルム） - アケミ 役[32]
- 前田建設ファンタジー営業部（2020年1月31日、バンダイナムコアーツ/東京テアトル） - エモト 役[33]
- 空に住む（2020年10月23日、アスミック・エース） - 木下愛子 役[34]
- ホムンクルス（2021年4月2日、エイベックス・ピクチャーズ） - ヒロイン・謎の女 役[35][36]
- 99.9-刑事専門弁護士-THE MOVIE（2021年12月30日、松竹） - 片岡加奈子 役[37]
- やがて海へと届く（2022年4月1日、ビターズ・エンド） - 湖谷真奈 役[38]
- 大河への道（2022年5月20日、松竹） - 富海 / トヨ 役[39]
- 神は見返りを求める（2022年6月24日、パルコ） - ヒロイン・川合優里 役[40][41]
- 犬も食わねどチャーリーは笑う（2022年9月23日、キノフィルムズ） - 田村日和 役[42]
- ケイコ 目を澄ませて（2022年12月16日、ハピネットファントム・スタジオ） - 小河ケイコ 役[43][17][18]
- 若き見知らぬ者たち（2024年10月11日、クロックワークス） - ヒロイン・日向 役[44][45]
- アット・ザ・ベンチ 第2編（2024年11月15日、SPOON）※第2編初出はVimeoで2024年4月27日に配信された短編映画。
- わたのまち、応答セヨ（2025年5月2日公開予定、鈴正） - ナレーション[46][47]
- 佐藤さんと佐藤さん（2025年秋公開予定、ポニーキャニオン） - 佐藤サチ 役[注 2][48]

### 短編映画
- 終点、お化け煙突まえ。（2013年、TETSUYAtoMINAfilm） - ミドリ 役[49]
- センチメンタルカラス（2014年1月6日、YouTube） - エリコ 役
- 攻殻機動隊ARISE border:less project 「島村ユキは田中ケンジを忘れない」（2014年3月28日） - 遠藤アオイ 役[50]
- 破れたハートを売り物に 「オヤジファイト」（2015年2月28日、KADOKAWA メディアファクトリー）
- ぼくたちは上手にゆっくりできない。 「BREAK」（2015年3月28日、リアルコーヒーエンターテイメント）
- 壊れ始めてる、ヘイヘイヘイ（2016年3月5日、アスミック・エース） - マコト 役
- アット・ザ・ベンチ 第2編「まわらない」（2024年4月27日、SPOON）

### テレビドラマ
- 小公女セイラ（2009年10月17日 - 12月19日、TBS） - 桜井ナナ 役
- 駈込み訴え（2010年9月27日、NHK BS2）
- Q10（2010年10月16日 - 12月11日、日本テレビ） - 岡崎明日香 役
- 勇者ヨシヒコと魔王の城 第11話（2011年9月16日、テレビ東京） - アサミ 役
- D×TOWN 「太陽は待ってくれない」（2012年5月4日 - 25日、テレビ東京） - 箕輪ユイカ 役
- 終電バイバイ 最終話（2013年3月18日、TBS） - 上野花子 役
- 3つの告白 第3話（2013年10月17日、NHK Eテレ） - キクチ 役
- ウレロ☆未体験少女 スピンオフ ピュアラブ板前（2014年2月22日、テレビ東京） - ルキア 役
- そこをなんとか2 第4話（2014年8月24日、NHK BSプレミアム） - 真蘭 役
- 前野クンの中の人（2014年9月6日 - 20日、NHK Eテレ）
- 玉川区役所 OF THE DEAD（2014年10月3日 - 12月19日、テレビ東京） - 佐津川類 役
- 世にも奇妙な物語 '14秋の特別編 「クリームソーダ」（2014年10月18日、フジテレビ） - 笑顔の女 役
- 戦う女 第2話 - 第3話（2014年10月24日 - 31日、フジテレビNEXT） - チヨ子 役
- グーグーだって猫である 第2話（2014年10月25日、WOWOW） - 三宅 役
- ひとつ星の恋〜天才漫才師 横山やすしと妻〜（2014年11月23日、NHK BSプレミアム）
- お別れアプリ 別れの達人（2015年6月2日・6月16日、NHK Eテレ） - タカギサラ 役
- となりの関くんとるみちゃんの事象「るみちゃんの事象」（2015年7月 - 9月、毎日放送） - 石倉なほ 役
- SICKS〜みんながみんな、何かの病気〜（2015年10月10日 - 12月26日、テレビ東京） - 清純派AV女優・つばめ、中華料理店の店主の娘 役[51]
- 神奈川県厚木市 ランドリー茅ヶ崎 第3話・第4話（2016年3月27日・4月3日、毎日放送、TBS） - 成田弥生 役
- 99.9-刑事専門弁護士-シリーズ（TBS） - 片岡加奈子 役
  - SEASON I（2016年4月17日 - 6月19日）
  - SEASON II（2018年1月14日 - 3月18日）
  - 完全新作SP新たな出会い篇 〜映画公開前夜祭〜（2021年12月29日）[52]
- トットてれび 第5話（2016年6月4日、NHK総合）
- タチアオイの咲く頃に〜会津の結婚〜（2016年6月24日、福島中央テレビ） - 大野真希 役
- グーグーだって猫である2 -good good the fortune cat- 第3話（2016年6月25日、WOWOW） - 三宅 役
- 大河ドラマ 真田丸（2016年7月3日 - 17日・10月2日、NHK） - たか 役[8]
- ほんとにあった怖い話 夏の特別編2016 「呪いの絵馬」（2016年8月20日、フジテレビ） - 小島希美 役
- コールドケース 〜真実の扉〜 第1話（2016年10月22日、WOWOWプライム）
- トーキョー・ミッドナイト・ラン（2016年12月22日、フジテレビ）[53]
- レンタルの恋（2017年1月19日 - 3月23日、TBS） - 道端すみれ 役[54]
- 突然ですが、明日結婚します（2017年1月23日 - 3月20日、フジテレビ） - 牧瀬桃子 役[55]
- 十九歳（2017年3月27日 - 31日、フジテレビTWO ドラマ・アニメ/4月5日、フジテレビ） - 祐村嬉子 役[9]
- ドラマ・ミステリーズ～カリスマ書店員が選んだ珠玉の一冊～「恋煩い」（2017年4月22日 フジテレビ） - 茅野透子 役[56][57][58]
- 下北沢ダイハード～人生最悪の一日～ 第9話（2017年9月15日、テレビ東京） - 高倉紗奈 役
- 予兆 散歩する侵略者（2017年9月19日 - 10月17日、WOWOW） - 浅川みゆき 役
- ちょい☆ドラ2017〜人生でエモいことは10分で起こる〜 第3話「余命10分」（2017年12月28日、NHK） - 虹村 役
- 風雲児たち〜蘭学革命（れぼりゅうし）篇〜（2018年1月1日、NHK総合） - 峰子 役[59]
- モンテ・クリスト伯 -華麗なる復讐-（2018年4月19日 - 6月14日、フジテレビ） - 入間未蘭 役
- やけに弁の立つ弁護士が学校でほえる（2018年4月21日 - 5月26日、NHK） - 望月詩織 役[60][61]
- 崖っぷちの淵子!（2018年8月25日、NHK総合） - 淵上幸子 役[62][63]
- 連続テレビ小説 まんぷく 第25回 - 第68回（2018年10月1日 - 2019年3月30日、NHK） - 神部（香田）タカ 役[64]
- 大奥 最終章（2019年3月25日、フジテレビ） - 多喜 役[65]
- 名探偵・明智小五郎（2019年3月30日・31日、テレビ朝日） - 小林真由美 役[66]
- 夢食堂の料理人～1964東京オリンピック選手村物語～（2019年7月23日、NHK総合） - 道子 役[67]
- ルパンの娘 第3話 - 最終話（2019年7月25日 - 9月26日、フジテレビ） - 橋本エミリ 役[68]
- シャーロック 第2話・特別編（2019年10月14日・12月23日、フジテレビ） - 河本美沙 役[69]
- 少年寅次郎（2019年10月19日 - 11月16日、NHK総合） - 車つね 役[70][71]
  - 少年寅次郎SP（2020年12月4日・11日）[72][73]
- ウレロ☆未開拓少女 第2話（2019年12月10日、テレビ東京） - 藤吉 役
- コタキ兄弟と四苦八苦 第2話（2020年1月18日、テレビ東京） - 渡辺手鞠 役
- 浦安鉄筋家族（2020年4月10日 - 9月17日、テレビ東京） - 大沢木桜 役[74]
- スイッチ（2020年6月21日、テレビ朝日） - 橋口結麻 役
- 私たちはどうかしている（2020年8月12日 - 9月30日、日本テレビ） - 長谷栞 役[75]
- 金色の海（2021年1月16日、NHK BSプレミアム） - 橋田早苗 役[76][77][78]
- 天国と地獄〜サイコな2人〜 第四話・六話・七話・最終話（2021年2月7日・21日・28日・3月21日、TBS） - 日高優菜 役[79]
- #家族募集します（2021年7月9日 - 9月24日、TBS） - 横瀬めいく 役[80]
- 恋せぬふたり（2022年1月10日 - 3月21日、NHK総合） - 兒玉咲子 役[15][81][82][注 3]
- パンドラの果実〜科学犯罪捜査ファイル〜（日本テレビ） - ヒロイン・最上友紀子 役
  - Season1（2022年4月23日 - 6月25日）[83]
  - 最終章SP（2024年6月16日）[84]
- 拾われた男 Lost Man Found（2022年6月26日 - 8月28日、NHK BSプレミアム・ディズニープラス） - ヨシコ 役[85]
- アトムの童（2022年10月16日 - 12月11日、TBS） - ヒロイン・富永海 役[86][87][88]
- 日曜の夜ぐらいは…（2023年4月30日 - 7月2日、朝日放送テレビ） - 野田翔子 役[89][90]
- 大奥 Season2「幕末編」 第18話 - 第21話（2023年11月7日 - 12月12日、NHK総合） - 和宮 役[91][92]
- あれからどうした 第3話「制服を脱いだ警察官」（2023年12月28日、NHK総合） - 金澤真由 役[93]
- お別れホスピタル（2024年2月3日 - 2月24日、NHK総合） - 辺見歩 役[21]
- 恋は闇（2025年4月16日 - 6月18日、日本テレビ） - 筒井万琴 役[注 4][94]

### 配信ドラマ
- 民王番外編 秘書貝原と6人の怪しい客 第4話（2016年5月13日配信、TELASA） - 椿原麗子 役
- 恋は闇 Huluオリジナルストーリー 第1話・第2話（2025年6月11日・18日配信、Hulu） - 筒井万琴 役[注 4][95]

### 舞台
- 43（2011年11月9日 - 13日、小劇場 楽園）
- 墓場、女子高生（2012年2月1日 - 5日、座・高円寺1） - 武田 役
- 宮本武蔵（2012年6月8日 - 17日、三鷹市芸術文化センター星のホール） - 千代 役
- ヒッキー・ソトニデテミターノ（2012年10月4日 - 14日、パルコ劇場） - 森田綾 役
- あの山の稜線が崩れてゆく（2012年11月29日 - 12月11日、こまばアゴラ劇場） - 神崎しおり 役
- 世界を終えるための、会議（2013年1月23日 - 27日、駅前劇場） - 翼島仁美 役
- 身の引きしまる思い（2013年11月29日 - 12月8日、三鷹市芸術文化センター星のホール） - 妙子 役
- 蝋燭朗読中目黒 「不帰の初恋、海老名SA」（2014年7月31日、ウッディシアター中目黒） - ミサキアキ 役
- ベッド&メイキングス公演「サナギネ」（2014年11月6日 - 10日、青山円形劇場） - 主演・ヨシノ 役[96]
- 気づかいルーシー（2015年8月22日 - 31日、2017年7月21日 - 30日、2022年8月4日 - 9月10日、東京芸術劇場シアターイースト） - ルーシー 役
- 新年工場見学会2016 『ごっちん娘』（2016年1月2日 - 5日、アトリエヘリコプター） - ゆきの 役
- るつぼ（2016年10月7日 - 30日、Bunkamuraシアターコクーン）
- 髑髏城の七人 Season風（2017年9月15日 - 11月3日、IHIステージアラウンド東京） - 沙霧 役
- 月の獣（2019年12月7日 - 23日、紀伊国屋ホール / 地方） - セタ・トマシヤン 役[97]
- 岩井秀人（WARE）プロデュース「いきなり本読み！ in 東京国際フォーラム」（2021年12月22日、東京国際フォーラム ホールC）
- COCOON PRODUCTION 2024「ふくすけ 2024 -歌舞伎町黙示録-」（2024年7月9日 - 8月4日、THEATER MILANO-Za / 8月9日 - 15日、ロームシアター京都 メインホール / 8月23日 - 26日、キャナルシティ劇場）[98]

### 料理番組
- 平野レミの早わざレシピ!2020年初春（2020年1月13日、NHK総合）

### 音楽番組
- ARABAKI ROCK FEST.14（2014年6月28日 - 29日、フジテレビNEXT）[注 5]

### 教養番組
- 100分de名著 チェーホフのかもめ（2012年9月5日、NHK Eテレ） - ニーナ 役
- おはなしのくに「あかずきん」（2021年3月1日、NHK Eテレ）

### バラエティ番組
- 日立 世界・ふしぎ発見!（2017年12月2日、TBS）
- BACK TO SCHOOL!（2019年10月30日 - 2020年3月11日、フジテレビ） - ナレーション
- 出没!アド街ック天国（2022年12月3日、テレビ東京）「秦野 鶴巻温泉」 - 複数回VTR出演[注 6]

### ウェブドラマ
- さまぁ～ずハウス（2018年、Amazon Prime Video）#9「店内放送」 - 森崎朋香 役[101]
- MATCH girls（2018年12月10日、LUMINE） - 別所美幸 役[102]
- No Activity/本日も異状なし（2021年12月17日配信開始、全6話、Amazon Prime Video） - 茉莉 役[103][104]
- パンドラの果実〜科学犯罪捜査ファイル〜 Season2（2022年6月25日 - 7月30日、Hulu） - ヒロイン・最上友紀子 役[83][105]
  - パンドラの果実〜科学犯罪捜査ファイル〜 Season3（2024年6月16日 - 7月14日、Hulu）[84]

### ラジオ番組
- 特集オーディオドラマ「瑞穂のくに」（2013年8月17日、NHK-FM） - 及川茜 役[106]
- 青春アドベンチャー「七帝柔道記」（2016年5月30日 - 6月10日、NHK-FM）[107]
- 岡田惠和 今宵、ロックバーで〜ドラマな人々の音楽談義〜　第291回（2019年3月31日、NHK-FM）[108]
- FMシアター「巣ごもりな人々」（2020年6月20日、NHK-FM）[109]

### 新聞
- 学生新聞[110]

## 受賞歴
2016年
- MOOSIC LAB 2016 最優秀女優賞『光と禿』

2018年
- 第39回ヨコハマ映画祭 最優秀新人賞『おじいちゃん、死んじゃったって。』

2020年
- 第43回日本アカデミー賞 新人俳優賞『愛がなんだ』

2023年
- 第77回毎日映画コンクール 女優主演賞『ケイコ 目を澄ませて』
- 第96回キネマ旬報ベスト・テン 主演女優賞『ケイコ 目を澄ませて』、『神は見返りを求める』、『犬も食わねどチャーリーは笑う』、『やがて海へと届く』
- 第47回 エランドール賞 新人賞
- 第46回日本アカデミー賞 最優秀主演女優賞『ケイコ 目を澄ませて』
- 第36回高崎映画祭 最優秀主演俳優賞『ケイコ 目を澄ませて』
- 第45回ヨコハマ映画祭 主演女優賞（『ケイコ目を澄ませて』）

2025年
- 第32回読売演劇大賞 優秀女優賞（『ふくすけ 2024-歌舞伎町黙示録-』）

## 広告などへの起用

### CM
- 毎日コミュニケーションズ マイナビ進学2010（2010年）
- SUNTORY サントリー角瓶（2012年 - 2013年）
- 東京ガス 家族の絆（2014年）
- DeNA Mobage 三国志ロワイヤル（2014年）
- 日清食品 カップヌードル（2014年）
- 旭化成 クックパー（2015年）
- フジテレビFIVBワールドカップバレーボール2015 「同棲カップル」編（2015年）
- EnaLloid (2016年）
- ミニストップ 「ハロハロ冷凍みかん」編（2016年）
- ゆうちょ銀行 「娘の結婚相手」編（2016年）
- リクルート「ホットペッパー」（2016年）[117]
- マクドナルド
  - 「超グラコロ 五感で楽しもう｣編（2016年）
  - 「月見バーガー 父」篇・「月見パイ・マックフルーリー月見 娘」篇（2020年9月1日 -）[118]
- ツヴァイ ｢ひとりじゃない。｣編（2018年 - ）
- パーソルキャリア doda(デューダ)「デューダ子、体験談」編（2019年）
- 大塚製薬 SOYJOY（2019年-2020年）
- 第一三共ヘルスケア ミノン全身シャンプー
  - 「二人のこれから」篇/ミノン全身保湿剤「小さな常連さん」篇（2020年9月28日 - ） - 小関裕太と共演[119]
  - 「寄り添ってきた想い」篇（2023年9月13日 - ） - 小関裕太と共演[120]
  - 「想っている」篇（2024年10月5日 - ） - 小関裕太と共演[121]
  - 「やさしく洗う人」篇（2025年8月2日 - ）
- 東京海上日動火災保険「ハナのハテナ」シリーズ「損害保険」編（2021年1月29日 - ）[122][123]
- メルカリ「何売るの？ベジタブル」篇、「私もひらいたよ！ハンドメイドショップ」篇（2021年11月17日 - ）[124]
- ネスレ日本「ネスカフェ Make your world」
  - 「ネスカフェ 未来のためにサステナブルなコーヒーを。」篇 /「ネスカフェ ゴールドブレンド 生産者と環境を、守れる調達を。」篇 /「ネスカフェ エクセラ コーヒー農家も豊かに、しあわせに。」篇 /「ネスカフェ ふわラテ 土と森を大切にした、コーヒーづくりを。」篇 / 「ネスカフェ エクセラ 冷たいミルクにサッと溶ける」篇（2023年10月2日 - ） - 北村匠海と共演[125][126]/ネスカフェ ゴールドブレンド ボトルコーヒー「上質なひととき」篇（2024年5月24日 - ）/「ネスカフェ ふわラテ ふわっといきましょ」篇/「ネスカフェ ふわラテ ふんわり泡」篇/「ネスカフェ ふわラテ 今日もふわっといきましょ」篇 /「ネスカフェ エクセラ おはよう、ごきげんな私」篇 /「ネスカフェ エクセラ カフェラテ作ろうよ」篇/「ネスカフェ エクセラ ミルクにサッと溶ける」篇 （2024年10月23日 - ）/ネスカフェ アイスブレンド 「アイスコーヒーに上質を」篇 （2025年5月30日 - ）
- 三井住友フィナンシャルグループ「緑のグループ・カラフルな人びと 白井櫻」篇（2023年10月14日 - ）[127]
- キリンビール 本麒麟「新しい本麒麟はじまる 岸井ゆきの」篇（2024年2月17日 - ）[128]
- カンロ 健康のど飴「いたわるときも、たたかうときも」篇（2024年10月18日 - ）[129]

### MV
- KANA-BOON[注 7]
  - 「ないものねだり」（2013年4月24日）[130]
  - 「1.2.step to you」（2013年10月30日）[130]
  - 「生きてゆく」（2014年8月27日）[130][131]
  - 「眠れぬ森の君のため」（2019年6月20日）[132]
- 藤田麻衣子 「この恋のストーリー」（2014年7月23日）[133]
- Yogee New Waves「SAYONARAMATA」（2017年10月26日）[134]
- DEAN FUJIOKA「Teleportation」（2023年7月12日）[135]

### モデル
- 「NISHIJIN」カタログ（2010年）
- 『ガムテープでつくるバッグの本』（2010年、池田書店）
- 「F.I.L.M.」（2017年9月30日、東京ニュース通信社）

## 音楽
- マテリアルクラブ『マテリアルクラブ』（2018年・ビクターエンタテインメント。M6『Kawaii』・M8『Curtain』にポエトリーリーディングで参加）

## 著書
- 余白（NHK出版、2022年7月15日）ISBN 978-4-1408-1906-7